# Ceratops
Ceratops — сумнівний рід цератопсид зі США. Жив за кампанського віку пізнього крейдового періоду. Не дивлячись на своє історичне значення типового виду для Ceratopsidae і Ceratopsia, Ceratops montanus залишається доволі маловідомим. Його описано за не діагностичними фрагментами черепа, тож наразі цей вид вважається nomen dubium.

## Систематика

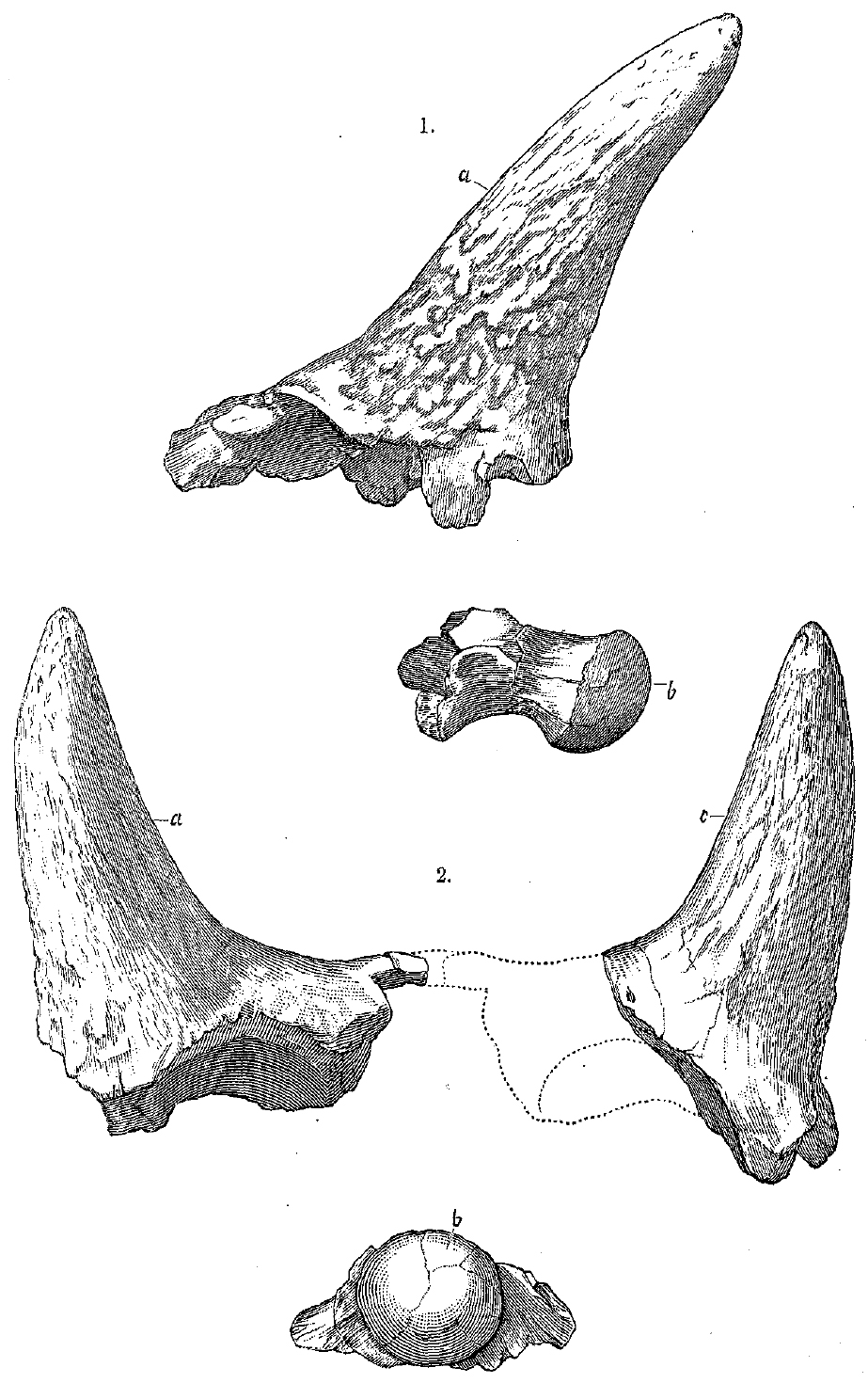
Ілюстрація типового зразка Марша

Першу появу назви Ceratopsidae в літературі датовано 1888 роком, і пов'язана вона з описом нового за тих часів виду динозаврів — Ceratops montanus. 1919-го Абель відніс його до підродини Ceratopsinae, визнаної пізніше синонімом Chasmosaurinae. Наразі, однак, голотип вважається надто фрагментарним для встановлення його відносин з іншими цератопсидами.

### Список видів
- Ceratops montanus Marsh 1888: nomen dubium; type species of Ceratops Marsh 1888; = Proceratops montanus (Marsh 1888) Lull 1906
- Ceratops horridus Marsh 1889: = Triceratops horridus (Marsh 1889) Marsh 1889
- Ceratops alticornis (Marsh 1887) Marsh 1889: nomen dubium; = Bison alticornis Marsh 1887, = Triceratops alticornis (Marsh 1887) Lull vide Hatcher, Marsh & Lull 1907
- Ceratops paucidens (Marsh 1889) Marsh 1890: nomen dubium; = Hadrosaurus paucidens Marsh 1889; perhaps material of Lambeosaurus lambei
- Ceratops belli (Lambe 1902) Hatcher vide Stanton & Hatcher 1905: = Monoclonius belli Lambe 1902; = Chasmosaurus belli (Lambe 1902) Lambe 1914
- Ceratops canadensis (Lambe 1902) Hatcher vide Stanton & Hatcher 1905: = Monoclonius canadensis Lambe 1902; = Eoceratops canadensis (Lambe 1902) Lambe 1915
- Ceratops recurvicornis (Cope 1889) Hatcher vide Stanton & Hatcher 1905: = Monoclonius recurvicornis Cope 1889

### Синоніми
- Proceratops montanus (Marsh, 1888) Lull, 1906
- Triceratops montanus (Marsh, 1888) Ostrom & Wellnhofer, 1986